# Eodorcadion
Eodorcadion är ett släkte av skalbaggar. Eodorcadion ingår i familjen långhorningar.

## Dottertaxa tillEodorcadion, i alfabetisk ordning[1]
- Eodorcadion altaicum
- Eodorcadion argaloides
- Eodorcadion brandti
- Eodorcadion carinatum
- Eodorcadion consentaneum
- Eodorcadion darigangense
- Eodorcadion egregium
- Eodorcadion exaratum
- Eodorcadion gansuense
- Eodorcadion glaucopterum
- Eodorcadion gorbunovi
- Eodorcadion heros
- Eodorcadion jakovlevi
- Eodorcadion kadleci
- Eodorcadion kaznakovi
- Eodorcadion licenti
- Eodorcadion mandschukuoense
- Eodorcadion multicarinatum
- Eodorcadion novitzkyi
- Eodorcadion oligocarinatum
- Eodorcadion oreadis
- Eodorcadion ornatum
- Eodorcadion oryx
- Eodorcadion potanini
- Eodorcadion ptyalopleurum
- Eodorcadion shanxiense
- Eodorcadion sifanicum
- Eodorcadion sinicum
- Eodorcadion tuvense
- Eodorcadion zichyi